# Campeonato Mundial de Curling Masculino de 2010
El LII Campeonato Mundial de Curling Masculino se celebró en Cortina d'Ampezzo (Italia) entre el 3 y el 10 de abril de 2010 bajo la organización de la Federación Mundial de Curling (WCF) y la Federación Italiana de Curling.
Las competiciones se realizaron en el Estadio Olímpico del Hielo de la ciudad italiana.

## Tabla de posiciones
| Pos | Equipo         | G  | P  | G–P |
| --- | -------------- | -- | -- | --- |
| 1   | Noruega        | 10 | 1  | –   |
| 2   | Canadá         | 9  | 2  | –   |
| 3   | Estados Unidos | 8  | 3  | 1–0 |
| 4   | Escocia        | 8  | 3  | 0–1 |
| 5   | Dinamarca      | 7  | 4  | –   |
| 6   | Suiza          | 5  | 6  | 1–0 |
| 7   | Alemania       | 5  | 6  | 0–1 |
| 8   | Suecia         | 4  | 7  | –   |
| 9   | Francia        | 3  | 8  | 1–1 |
| 10  | Italia         | 3  | 8  | 1–1 |
| 11  | China          | 3  | 8  | 1–1 |
| 12  | Japón          | 1  | 10 | –   |

## Cuadro final
|  | Clasif. a semifinal | Clasif. a semifinal | Clasif. a semifinal |  |  | Semifinal | Semifinal |  |              | Final          | Final |
|  |                     |                     |                     |  |  |           |           |  |              |                |       |
|  | 1                   | Noruega             | 5                   |  |  |           |           |  |              |                |       |
|  | 2                   | Canadá              | 11                  |  |  |           |           |  |              | Canadá         | 9     |
|  |                     |                     |                     |  |  | Noruega   | 9         |  | Noruega      | 3              |       |
|  |                     | Escocia             | 7                   |  |  |           |           |  |              |                |       |
|  | 3                   | Escocia             | 6                   |  |  |           |           |  | Tercer lugar | Tercer lugar   |       |
|  | 4                   | Estados Unidos      | 4                   |  |  |           |           |  |              |                |       |
|  |                     |                     |                     |  |  |           |           |  |              | Estados Unidos | 4     |
|  |                     |                     |                     |  |  |           |           |  |              | Escocia        | 6     |

## Medallistas
| Evento    | Oro                                                                                 | Plata                                                                              | Bronce                                                                    |
| --------- | ----------------------------------------------------------------------------------- | ---------------------------------------------------------------------------------- | ------------------------------------------------------------------------- |
| Masculino | Canadá · Kevin Koe · Blake MacDonald · Carter Rycroft · Nolan Thiessen · Jamie King | Noruega · Torger Nergård · Thomas Løvold · Christoffer Svae · Håvard Vad Petersson | Escocia Warwick Smith David Smith Craig Wilson Ross Hepburn David Murdoch |